# Norbert Borgolte
Norbert Borgolte (* 18. Juli 1929 in Bochum; †  28. Juli 2012) war ein deutscher Jurist und ehemaliger Vorsitzender des 12. Senates des Bundessozialgerichts (BSG).

## Leben
Borgolte studierte Rechtswissenschaft an den Universitäten Mainz, Bonn und Köln. Im Jahr 1954 legte er das erste und nach dem Referendariat 1959 das zweite juristische Staatsexamen ab. Er trat dann im Juni 1959 als Richter in die Sozialgerichtsbarkeit ein. Im Oktober 1972 wurde er Richter am Landessozialgericht Nordrhein-Westfalen und im Februar 1978 Richter am Bundessozialgericht. 
Am 15. März 1991 wurde er der Vorsitzende des 12. Senats des Bundessozialgerichts, der damals für das Versicherungs- und Beitragsrechts in der Kranken-, Renten-, Handwerker-, Arbeitslosen- und Künstlersozialversicherung zuständig war. Borgolte gehörte von 1982 bis 1990 dem Richterrat des Bundessozialgerichtes an und wurde 1986 der Vorsitzende des Rates. Außerdem war er Fachreferent für die Dokumentation. Insoweit beschäftigte er sich mit der Verwendbarkeit von Computern im Rahmen der Rechtsprechung.
Am 31. März 1993 trat er in den Ruhestand. 
Norbert Borgolte verstarb am 28. Juli 2012 im Alter von 83 Jahren.